# Beatriz Ramo
Beatriz Ramo (Zaragoza, 11 januari 1979) is Spaans architect en stedenbouwkundige. Zij opende in 2006 in Rotterdam haar eigen architectenbureau STAR strategies + architecture. Ramo studeerde aan  de Polytechnische Universiteit van Valencia en aan de Technische Universiteit Eindhoven.
Eerder, in 2003 en 2004 werkte Ramo voor het architectenbureau Office for Metropolitan Architecture in Rotterdam.
Sinds 2008 is zij de beherende en bijdragende redacteur van het Engelstalige tijdschrift MONU Magazine on Urbanism, waarmee ze sinds de oprichting in 2004 samenwerkt. In 2009 won zij  de internationale wedstrijd voor het ontwerp van de Mirador del Palmeral in Elx, een reuzenrad bij het werelderfgoed, de Palmenboomgaard van Elche, dat uiteindelijk niet werd gebouwd
In juni 2012 nam Beatriz Ramo zitting in de Wetenschappelijke Raad van het AIGP- Atelier International du Grand Paris. In dat jaar werd haar bedrijf geselecteerd als een van de vijftien teams die deelnamen aan de tweede editie van het Atelier. Dit atelier werd in 2010 opgericht met steun van de toenmalige Franse president Nicolas Sarkozy. Het heeft tot doel de lokale overheden van Parijs en omgeving te adviseren op het gebied van architectuur en stedenbouw.
Ramo is ook gastdocent aan de Fontys Academie voor Architectuur en Stedenbouw in Tilburg.